# Robert Doornbos
Robert Michael Doornbos (* 23. září 1981 Rotterdam) je nizozemský pilot formule 1.
Se sportem začal jako tenista, ale lásku k motorismu získal po zhlédnutí Grand Prix Belgie 1998, kam byl pozván jako host týmu Williams. O rok později se připojil k týmu JR racing do zimntí série Opel Lotus UK. Získal čtyři pole position a skončil v šampionátu druhý. V roce 2000 absolvoval sérii Formula Ford, skončil celkově na 5. místě, když zajel třikrát nejrychlejší kolo a šestkrát se postavil na pódium.
V roce 2001 absolvoval závody Formula 3, skončil celkově pátý, když dvakrát vyhrál a devětkrát stál na pódiu. Ve formulích 3 jezdil do roku 2003. V roce 2004 absolvoval za tým Red Bull sérii Formula 3000 a umístil se celkově třetí. Čtyřikrát se dostal na pódium. Od Grand Prix Číny 2004 působil jako testovací jezdec v závodech Formule 1.

## Juniorské formule
| Rok  | Název série                          | Tým                 | Pořadí    | Body | Závody | Vítězství | Pole Position | Podium |
| ---- | ------------------------------------ | ------------------- | --------- | ---- | ------ | --------- | ------------- | ------ |
| 1999 | F Vauxhall Lotus Winter Series (GBR) | Team JR Racing      | 2. místo  | ?    | ?      | ?         | ?             | ?      |
| 2000 | F Ford 1800 Benelux                  | ?                   | 5. místo  | 58   | ?      | ?         | ?             | ?      |
|      | F Ford Zetec (NED)                   | ?                   | 6. místo  | 61   | ?      | ?         | ?             | ?      |
| 2001 | F3 National Class (GBR)              | Fred Goddard Racing | 5. místo  | 182  | 26     | 0         | 0             | 0      |
|      | F3 (GER)                             | JB Motorsport       |           | 0    | 6      | 0         | 0             | 0      |
| 2002 | F3 (GER)                             | Team Ghinzani       | 11. místo | 17   | 18     | 0         | 0             | 0      |
|      | F3 (ITA)                             | Team Ghinzani       | 11. místo | 4    | 1      | 0         | 0             | 1      |
| 2003 | F3 Euroseries                        | Team Ghinzani       | 9. místo  | 40   | 20     | 0         | 0             | 3      |
|      | F3 (GBR)                             | Menu F3 Motorsport  | 17. místo | 26   | 4      | 0         | 1             | 1      |
|      | F3 (ITA)                             | Team Ghinzani       | 16. místo | 6    | 1      | 0         | 0             | 0      |
| 2004 | Formule 3000                         | Arden               | 3. místo  | 44   | 10     | 1         | 0             | 4      |

## Formule 1
| Legenda k tabulce | Legenda k tabulce                                                                       |
| Barva             | Výsledek                                                                                |
| ----------------- | --------------------------------------------------------------------------------------- |
| Zlatá             | Vítěz                                                                                   |
| Stříbrná          | 2. místo                                                                                |
| Bronzová          | 3. místo                                                                                |
| Zelená            | Bodované umístění                                                                       |
| Modrá             | Nebodované umístění                                                                     |
| Modrá             | Dokončil neklasifikován (NC)                                                            |
| Fialová           | Odstoupil (Ret)                                                                         |
| Červená           | Nekvalifikoval se (DNQ)                                                                 |
| Červená           | Nepředkvalifikoval se (DNPQ)                                                            |
| Černá             | Diskvalifikován (DSQ)                                                                   |
| Bílá              | Nestartoval (DNS)                                                                       |
| Bílá              | Závod zrušen (C)                                                                        |
| Světle modrá      | Pouze trénoval (PO)                                                                     |
| Světle modrá      | Páteční testovací jezdec (TD)                                                           |
| Bez barvy         | Netrénoval (DNP)                                                                        |
| Bez barvy         | Vyřazen (EX)                                                                            |
| Bez barvy         | Nepřijel (DNA)                                                                          |
| Bez barvy         | Odvolal účast (WD)                                                                      |
| Bez barvy         | Nezúčastnil se (prázdné)                                                                |
| Označení          | Význam                                                                                  |
| Tučnost           | Pole position                                                                           |
| Kurzíva           | Nejrychlejší kolo                                                                       |
| †                 | Jezdec nedojel do cíle, ale byl klasifikován, protože odjel více než 90 % délky závodu. |
| ‡                 | Byl udělován poloviční počet bodů, protože bylo odjeto méně než 75 % délky závodu.      |
| Horní index       | Umístění bodujících jezdců ve sprintu                                                   |

| Rok  | Tým               | Šasi         | Motor                          | 1      | 2      | 3      | 4      | 5      | 6      | 7      | 8      | 9      | 10     | 11     | 12     | 13      | 14     | 15     | 16     | 17      | 18     | 19      | Body | Umístění  |
| ---- | ----------------- | ------------ | ------------------------------ | ------ | ------ | ------ | ------ | ------ | ------ | ------ | ------ | ------ | ------ | ------ | ------ | ------- | ------ | ------ | ------ | ------- | ------ | ------- | ---- | --------- |
| 2004 | Jordan Ford       | Jodan EJ14   | Ford V10 RS2 3.0 V10           | AUS    | MAL    | BHR    | SMR    | ESP    | MON    | EUR    | CAN    | USA    | FRA    | GBR    | GER    | HUN     | BEL    | ITA    | CHN TD | JPN TD  | BRA TD |         | –    | –         |
| 2005 | Jordan Grand Prix | Jodan EJ15   | Toyota RVX-05 3.0 V10          | AUS TD | MAL TD | BHR TD | SMR TD | ESP TD | MON TD | EUR    | CAN    | USA TD |        |        |        |         |        |        |        |         |        |         | 0    | 25. místo |
| 2005 | Jordan Grand Prix | Jodan EJ15B  | Toyota RVX-05 3.0 V10          |        |        |        |        |        |        |        |        |        | FRA TD | GBR TD |        |         |        |        |        |         |        |         | 0    | 25. místo |
| 2005 | Minardi Cosworth  | Minardi PS05 | Cosworth CR-7 (TJ2005) 3.0 V10 |        |        |        |        |        |        |        |        |        |        |        | GER 18 | HUN Ret | TUR 13 | ITA 18 | BEL 13 | BRA Ret | JPN 14 | CHN 14† | 0    | 25. místo |
| 2006 | Red Bull Racing   | Red Bull RB2 | Ferrari 056 2.4 V8             | BHR TD | MAL TD | AUS TD | SMR TD | EUR TD | ESP TD | MON TD | GBR TD | CAN TD | USA TD | FRA TD | GER TD | HUN TD  | TUR TD | ITA TD | CHN 12 | JPN 13  | BRA 13 |         | 0    | 27. místo |